# Hassan (nome)
Hassan (in arabo: حسّان) è un nome proprio di persona arabo, persiano e urdu maschile.

## Varianti in altre lingue
- Azero: Həssan
- Tagico: Ҳассон (Hasson)
- Turco: Hassân
- Uzbeco: Hasson

## Origine e diffusione
Nome arabo usato anche in Pakistan e in Iran, avente il significato di "colui che migliora", "colui che abbellisce". Viene talvolta confuso con un altro nome, حسن (Hasan), dall'etimologia affine ma di diverso significato.
Il nome fu portato dal poeta Hassan ibn Thabit, uno dei "Compagni" (Ṣaḥāba) del profeta Maometto.

## Onomastico
Il nome è adespota, cioè non è portato da alcun santo; l'onomastico si può eventualmente festeggia il 1º novembre, giorno di Ognissanti.

## Persone
- Hassan ibn Thabit, poeta arabo
- Hassan ibn al-Nu'man, governatore omayyade dell'Ifriqiya
- Hassan Diab, politico libanese